# Фудбалска репрезентација Сирије
Фудбалска репрезентација Сирије је фудбалски тим који представља Сирију на међународним такмичењима и под контролом је Фудбалског савеза Сирије.
Најбољи пласман Сирије је 1. коло на Азијском купу 1980., 1984, 1988. и 1996. године.
Никада нису учествовали на Светском првенству.

## Резултати репрезентације

### АФК азијски куп
| Првенство    | Позиција              |
| ------------ | --------------------- |
| 1956 до 1972 | Није учествовала      |
| 1976         | Повукла се            |
| 1980         | 1. коло               |
| 1984         | 1. коло               |
| 1988         | 1. коло               |
| 1992         | Није се квалификовала |
| 1996         | 1. коло               |
| 2000         | Није се квалификовала |
| 2004         | Није се квалификовала |
| 2007         | Није се квалификовала |
| 2011         | 1. коло               |
| 2015         | Није се квалификовала |
| 2019         | 1. коло               |
| Укупно       | 6/17                  |

### Пријатељске утакмице
| Малезија | 0:3 | Сирија                              |
| -------- | --- | ----------------------------------- |
|          |     | Сабаг 4’, · Малки 48’, · Крибин 66’ |